# ルイス・ゴンサレス
ルイス・オスカル・"ルチョ"・ゴンサレス（Luis Oscar "Lucho" González, 1981年1月19日 - ）は、アルゼンチン・ブエノスアイレス出身の元サッカー選手、サッカー指導者。現役時代のポジションはミッドフィールダー。右サイドハーフからトップ下、ボランチまで幅広くこなす。

## クラブ経歴
14歳でCAウラカンに入団し、1999年にトップチームデビューを果たした。2002年にはCAリーベル・プレートに移籍、2003年と2004年にはプリメーラ・ディビシオンの後期（クラウスーラ、Clausura）優勝を経験。2005-06シーズンからはプリメイラ・リーガのFCポルトに所属。この頃にはアルゼンチン代表にも定着。クラブでは3センターの右インサイドハーフを担い、30試合に先発出場し10ゴールを決めチームの優勝に貢献した。
2006-07シーズンは2年目で前年と引き続き30試合に先発出場し9ゴール。チームは2連覇。2007-08シーズンはリカルド・クアレスマと共に活躍、ポルトガル1部リーグの監督投票による、このシーズンのリーグ最優秀選手に選ばれた。
2008-09シーズンもリーグ優勝し、ポルトに在籍した4シーズン全てで優勝を果たした。2009年7月7日、リーグ・アンのオリンピック・マルセイユに、マルセイユ史上最高額となる1700万ユーロ（約22億5000万円）の移籍金で移籍。契約期間は4年間
。
2011-12シーズンは精彩を欠き、2012年1月、古巣のFCポルトへ移籍。契約は2年半。
2014年1月、ポルトと契約解除し、アル・ラーヤンSCに加入した。
2015年約10年ぶりに古巣CAリーベル・プレートに復帰、1996年以来、役20年ぶりとなるリベルタドーレスカップ優勝に貢献した。同年日本で開催されたFIFAクラブ・ワールドカップにも出場、FCバルセロナと対戦した。
2016年9月、アトレチコ・パラナエンセへ移籍。
2021年5月27日、現役引退を表明した。

## 代表経歴
アルゼンチン代表として参加したアテネオリンピックでは、当時のリーベル・プレートの同僚であるハビエル・マスチェラーノやライバルであるボカ・ジュニアーズに当時所属のカルロス・テベス（大会得点王）らと共に金メダルを獲得した。代表では4-3-1-2の右インサイドハーフや4-4-2の右サイドハーフやセンターハーフを担っていた。2006年のドイツで行われたFIFAワールドカップ代表にも選出され、グループステージでは2試合に途中出場、準々決勝の対ドイツ戦では先発フル出場を果たすものの勝利を掴むことはできなかった。

## 代表歴

### 出場大会
- アルゼンチン代表
  - 2006 FIFAワールドカップ

### 試合数
- 国際Aマッチ 45試合 7得点（2003年-2011年）[5]

| アルゼンチン代表 | 国際Aマッチ | 国際Aマッチ |
| 年               | 出場        | 得点        |
| ---------------- | ----------- | ----------- |
| 2003             | 6           | 3           |
| 2004             | 12          | 3           |
| 2005             | 8           | 0           |
| 2006             | 6           | 0           |
| 2007             | 7           | 0           |
| 2008             | 3           | 0           |
| 2009             | 1           | 1           |
| 2010             | 0           | 0           |
| 2011             | 2           | 0           |
| 通算             | 45          | 7           |

### 得点
| # | 日時          | 場所                 | 対戦相手       | スコア | 最終結果 | 大会                              |
| - | ------------- | -------------------- | -------------- | ------ | -------- | --------------------------------- |
| 1 | 2003年2月4日  | サン・ペドロ・スーラ | ホンジュラス   | 1-2    | 1-3      | 親善試合                          |
| 2 | 2003年2月8日  | マイアミ             | アメリカ合衆国 | 0-1    | 0-1      | 親善試合                          |
| 3 | 2004年7月7日  | チクラーヨ           | エクアドル     | 6-1    | 6-1      | コパ・アメリカ2004                |
| 4 | 2004年7月20日 | リマ                 | コロンビア     | 2-0    | 3-0      | コパ・アメリカ2004                |
| 5 | 2004年10月9日 | ブエノスアイレス     | ウルグアイ     | 1-0    | 4-2      | 2006 FIFAワールドカップ・南米予選 |
| 6 | 2009年4月1日  | ラパス               | ボリビア       | 6-1    | 6-1      | 2010 FIFAワールドカップ・南米予選 |

## タイトル

### クラブ
CAウラカン
- プリメーラB・ナシオナル : 2000

CAリーベル・プレート
- プリメーラ・ディビシオン : 2002-03C, 2003-04C
- コパ・リベルタドーレス : 2015

FCポルト
- プリメイラ・リーガ : 2005-06, 2006-07, 2007-08, 2008-09, 2011-12, 2012-13
- タッサ・デ・ポルトガル : 2005-06, 2008-09
- スーペルタッサ・カンディド・デ・オリベイラ : 2006, 2012, 2013

オリンピック・マルセイユ
- リーグ・アン : 2009-10
- クープ・ドゥ・ラ・リーグ : 2009-10, 2010-11, 2011-12
- トロフェ・デ・シャンピオン : 2010, 2011

アトレチコ・パラナエンセ
- カンピオナート・パラナエンセ : 2020
- コパ・ド・ブラジル : 2019
- コパ・スダメリカーナ : 2018
- Jリーグカップ/コパ・スダメリカーナ王者決定戦 : 2019

### 代表
オリンピックアルゼンチン代表
- オリンピックサッカー : 2004